# Síndrome de Münchhausen
El síndrome de Münchhausen es un trastorno mental caracterizado por los padecimientos a consecuencia de crear dolencias para asumir el papel de enfermo. El paciente «crea» y hasta se produce autolesiones para lograr unos síntomas físicos y/o psicológicos con consciencia de acción, pero forzado a ello por una impulsión relacionada con su necesidad de consideración por terceras personas de ser asistido/a. Está registrado en el DSM-IV  como Trastorno facticio [300. xx]. En la Clasificación de la OMS CIE 10 F68.1, se define como la producción intencionada o el hecho de fingir síntomas o incapacidades somáticas o psicológicas (trastorno ficticio o artificial, no-natural de acuerdo con la Real Academia Española).
Es un trastorno en el que el enfermo finge síntomas de forma repetida y consistente, en ausencia de un trastorno, enfermedad o incapacidad somática o mental confirmados. En el plano somático el enfermo puede producirse a sí mismo cortes o erosiones para sangrar o inyectarse a sí mismo sustancias tóxicas o inducirlas a otras personas. La simulación del dolor y la insistencia sobre el hecho de la presencia de sangre puede ser tan convincente y persistente que conduzca a investigaciones e intervenciones repetidas en varios hospitales o consultas diferentes, a pesar de la obtención de hallazgos negativos repetidos.
La OMS lo considera «paciente peregrino» –de hospital en hospital– y lo distingue de la «simulación» (ficticio, fingido o falso). Conviene destacar que comportamientos asimilables al síndrome médico, pero realizados en los centros de trabajo o empresas, han proliferado en internet como síndrome laboral.

## Diagnóstico
El doctor Asher fue el primero en designar esta entidad patológica como síndrome de Münchhausen en 1951. Esta enfermedad epónima toma su nombre no de un investigador que la haya descubierto, sino del excéntrico Karl Friedrich Hieronymus, barón de Münchhausen (1720-1797), quien se hizo famoso por contar historias de aventuras fantásticas que nunca le habían sucedido, como haber bailado en el estómago de una ballena o haber viajado a la luna.
Para ser diagnosticado es necesario que aparezca un patrón de síntomas fraudulentos y que el paciente se presente siempre como un enfermo físico en ausencia total de enfermedades mentales que puedan explicarlo. El paciente debe inventar o fingir dolencias.
No se trata de una simulación porque no lo hace para conseguir un beneficio propio o evitar responsabilidades. Un simulador –falso– recibe un beneficio secundario por su papel de enfermo y es plenamente consciente de lo que está haciendo, como sería en el caso de querer evitar el alistamiento militar o ir a la cárcel, cobrar un seguro médico, etc. En cambio el paciente diagnosticado con síndrome de Münchhausen tiene una necesidad psicológica de asumir el papel de enfermo, lo cual implica un estatus psicopatológico en sí mismo. Es un trastorno psiquiátrico que se caracteriza por inventar dolencias para asumir el papel de enfermo. Se trata de mentiras patológicas. Es por esto que para poder diagnosticar este síndrome no debe aparecer ningún incentivo externo o beneficio secundario que justifique los síntomas.
El origen de su motivación y su necesidad de llamar la atención no son conscientes para el paciente. Esto no excluye la existencia de síntomas físicos o psicológicos verdaderos; el paciente lo hace con síntomas físicos o psicológicos fingidos o producidos intencionadamente. 
Se trata de un síndrome crónico cuyo inicio suele coincidir con una primera hospitalización por una enfermedad física real o un trastorno mental. En el historial de estos pacientes suelen aparecer hospitalizaciones traumáticas reiteradas durante la infancia, un vínculo importante con un médico o la presencia de un grave trastorno de la personalidad.

## Síntomas
Los síntomas pueden aparecer en cualquier territorio del organismo, son variados y su presentación solo está limitada por los conocimientos médicos o la fantasía del paciente. En ocasiones sus síntomas no «encajan» con enfermedad orgánica alguna o las lesiones físicas se han producido de manera intencionada o simulada.
El paciente suele quejarse de dolores inespecíficos demandando analgésicos, todo lo que se puede asociar a ideación fantástica: trastorno mental que consiste en creer sucesos inverosímiles como realmente sucedidos. De las fantasías proviene el nombre al síndrome. Si no se atiende a tiempo está enfermedad, puede causar  daños a largo plazo.
El paciente puede hacerse fracturas y lesiones en las extremidades, dolores abdominales agudos, intenso dolor en el cuadrante inferior derecho asociado a náuseas y vómitos, síntomas gastrointestinales como diarrea, alteración de la coordinación psicomotora o del equilibrio, parálisis o debilidad muscular localizada, dificultad para deglutir, hemoptisis por lesiones autoprovocadas en las vías aéreas superiores, erupciones generalizadas o abscesos provocados, hemorragias secundarias a la ingestión de anticoagulantes que él mismo se autoadministró, infarto de miocardio, fiebre de origen desconocido, síntomas producto de la ingestión intencionada de medicamentos, síntomas similares a los del lupus, trastornos neurológicos como cefaleas, mareos, pérdida de la conciencia, amnesia o pudiéndose simular un ataque de gran mal cuando tiene antecedentes de crisis epilépticas. Se han descrito casos en los que el enfermo se ha llegado a inocular el virus del VIH. 
Pero los síntomas no se corresponden con los mecanismos fisiológicos conocidos porque el paciente los puede estar copiando de otros pacientes que ha observado
Puede tratarse de una patología física que el paciente realmente tenga y la exagere o puede ser una patología que el paciente se haya autoproducido.
El paciente conoce la terminología médica y las rutinas hospitalarias pero da respuestas terapéuticas no acordes a lo esperable y empeora cuando se lo observa. Suele consumir grandes cantidades de analgésicos y sedantes.
Ante la inexistencia de patología orgánica o por el hallazgo de sucesivas autolesiones, al ser rechazado, es factible que el paciente asista a distintos centros asistenciales para ser objeto de estudio con múltiples exploraciones o distintas intervenciones quirúrgicas. Son los llamados Pacientes Peregrinos. Es posible también que sea admitido en otro hospital el mismo día que lo rechazaron en el primero.  
En el trastorno facticio citado en el Manual Diagnóstico DSM IV pueden coexistir síntomas psicóticos y obsesivos graves o una combinación de signos y síntomas psicofísicos que no se corresponden con un patrón sindrómico. Estos deben ser diferenciados de la somatizaciones neuróticas, las cuales «imitan» de manera inconsciente enfermedades que el paciente ha conocido. En general quien padece un trastorno facticio suele ser muy sugestionable, llegando a admitir la existencia de cada síntoma por el que le preguntan. 
A diferencia de las neurosis y las crisis de ansiedad con referencias al cuerpo, en el síndrome de Münchhausen predominan los signos y síntomas físicos sin el componente angustioso (que caracteriza a las neurosis). Así el paciente pasa toda su vida intentando ser admitido en hospitales.
Aunque el síndrome de Münchhausen se refiere específicamente a una patología facticia (artificial) con predominio de síntomas físicos, el término suele generalizarse y a veces se utiliza también para referirse a otros trastornos facticios. 
Es posible que los síntomas aparezcan solo cuando el paciente está frente al médico. Cuando no se puede corroborar ninguna enfermedad orgánica, o bien se la crea o comienza a inventar y quejarse de nuevas dolencias.
Como el paciente tiene una tendencia incontrolada a mentir a los médicos y una conducta errática, muchas veces no se logra diagnosticar y por eso el paciente deambula de hospital en hospital recibiendo distintos tratamientos. Al satisfacer la demanda del paciente, se contribuye a perpetuar su enfermedad, pero ante el rechazo sólo se logra que busque otro profesional. 
Esto conduce a daños sobrevenidos por iatrogenia (alteración del estado del paciente producido por el mismo tratamiento médico) debido los efectos secundarios adversos a tanta medicación innecesaria.

## Perfil del paciente
El médico debe sospechar cuando, en un paciente con un historial de múltiples intervenciones terapéuticas, que además tiene un gran conocimiento de la terminología médica y de las rutinas hospitalarias (pero que, sin embargo, no cumple las normas), aparece un cuadro clínico dramático que no se corresponde con una enfermedad física identificable.
Son pacientes muy difíciles, manipuladores, que incumplen los tratamientos hospitalarios, boicotean las pautas y no toman los remedios como se les indica. Discuten todo y desautorizan al personal de salud, generando situaciones disruptivas con los enfermeros.
Es frecuente la presencia de peregrinaciones médicas y el deterioro en la relación médico-paciente. Las hospitalizaciones se transforman en un estilo de vida. El  paciente no logra sostener un trabajo ni una relación estable de pareja. Por eso son pacientes que reciben pocas visitas cuando están internados.
Se trata de pacientes con problemas de identidad, control inadecuado de los impulsos, deficiente sentido de la realidad y episodios psicóticos breves. La necesidad de que se les preste atención es pareja a la incapacidad de confiar en figuras de autoridad, a las que manipulan.[cita requerida]
Los datos hasta la fecha demuestran que este trastorno es más frecuente en pacientes mujeres.

## Diagnóstico diferencial
- Trastornos mentales diversos. Los trastornos mentales que pueden producir síntomas físicos no explicados son el trastorno depresivo mayor, los trastornos de ansiedad y el trastorno adaptativo. Se deben descartar primero estos trastornos mentales.

- Trastorno de somatización y trastorno somatomorfo. Los síntomas producidos intencionadamente no deben hacer pensar en un trastorno de somatización. En el trastorno de somatización los síntomas no se producen intencionadamente y no son simulados. El dolor constituye uno de los criterios diagnósticos del trastorno de somatización mientras que en el síndrome de Münchhausen el dolor puede fingirse o ser de origen intencional, por autolesión.

- Simulación. En el síndrome de Münchhausen la motivación del paciente es conseguir tratamiento médico mientras que en la simulación existen incentivos externos, como una compensación económica, huir de la justicia o conseguir drogas.

- Trastorno de conversión. Los síntomas de conversión se diferencian por la ausencia de intencionalidad. En el síndrome de Münchhausen el paciente utiliza un aire exageradamente dramático para lo que le pasa, pero sus explicaciones son vagas e inconsistentes.

- Hipocondría. El paciente no simula, cree realmente padecer una enfermedad grave y se encuentra muy preocupado/a por su significado, su autenticidad y su etiología. El paciente con hipocondría suele presentar también otros trastornos mentales, como trastornos de ansiedad y depresivos.

Consecuencias negativas.
En relación con las consecuencias negativas del Síndrome de Munchausen, cabe apuntar que la relación entre el médico y el paciente se desvirtúa por completo. Por un lado, el médico, en lugar de centrarse en la salud del paciente, comienza a ejercer funciones de detective o policía. Por otro lado, el paciente, en vez de acudir a él para recibir ayuda en sus problemas de salud, trata de engañarlo. Todo ello se pone de manifiesto en el artículo Síndrome de Munchausen. Un reto para el clínico del Dr. Alfredo, el D. Espinosa Brito, el Dr. Benigno Figueiras Ramos, el Dr. Juan B. Mendilahaxon López y el Dr. Alfredo A. Espinosa Roca. 
Tratamiento y pronóstico.
Con respecto al tratamiento del Síndrome de Munchausen, el artículo al que se ha hecho referencia establece que resulta muy complejo ayudar a las personas que lo padecen. A fin de precisar más, cabe señalar que se debe intentar incrementar la autoestima del paciente y proporcionarle la asistencia de un psicólogo y/o psiquiatra. No obstante, lo cierto es que existen pacientes que no se llegan a curar, pudiendo existir una mortalidad potencial en la medida en que al tratar de simular una enfermedad verdadera, puede llegarse a desarrollar la misma. 
Desgraciadamente, a tenor de lo expuesto en el artículo mencionado, cabe apuntar que resulta más sencillo identificar a los pacientes que lo sufren que recoger una serie de condiciones para evitarlos. Por ello, los profesionales sanitarios deben prestar atención ante cualquier sospecha mínima, a fin de corregir los factores que intervienen en su producción de forma temprana.